# Самокрутка

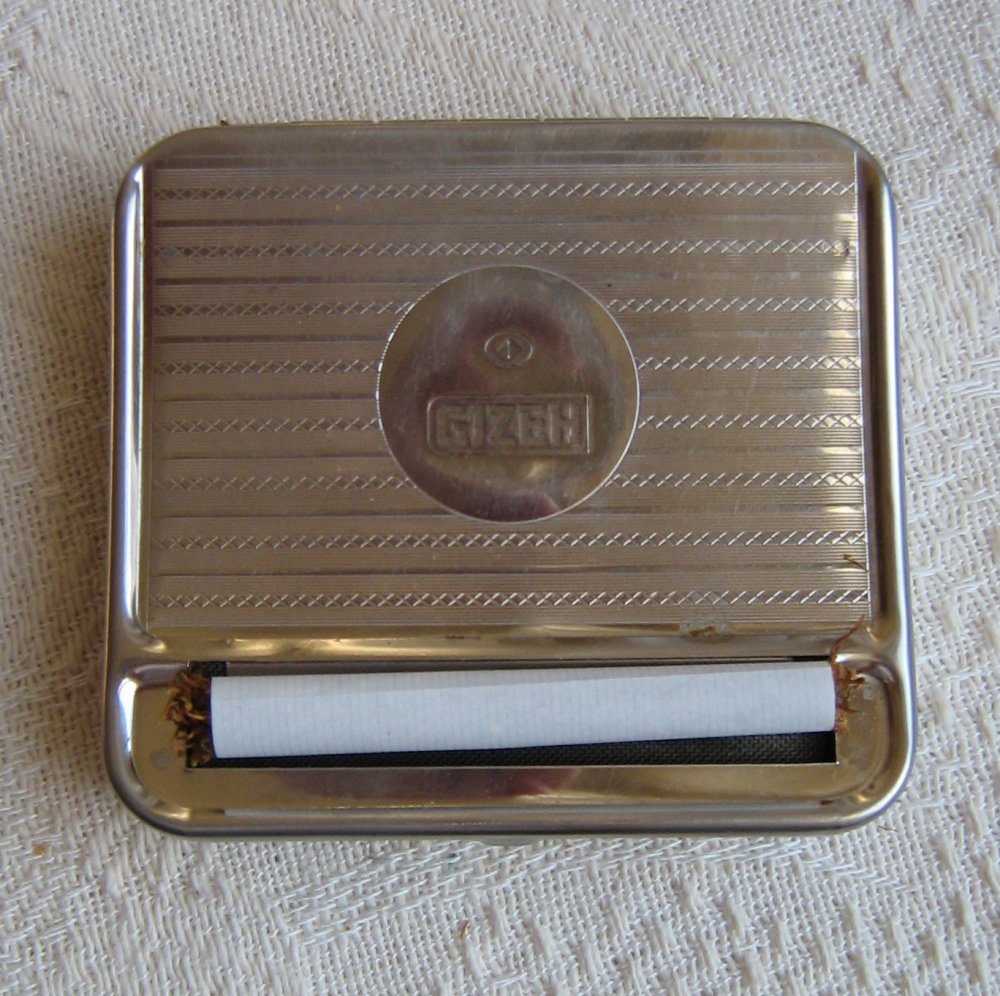
Самокрутка, сделанная при помощи машинки

Самокру́тка — сигарета или папироса, изготавливаемая самим курильщиком из нарезанного табака или махорки и  бумаги (простой (газетной), сигаретной или папиросной), с фильтром или без него. 
Самокрутки делаются двумя способами: скручиванием бумаги или набивкой готовых сигаретных гильз. Для скручивания может использоваться специальное устройство (машинка), а набивка производится только машинкой.

## Основные материалы
Для изготовления самокруток используется мелко нарезанный, специальный сигаретный табак или табак-самосад (махорка), и бумага (желательно сигаретная). Иногда курильщики используют газетную бумагу, которая по причине своей «тонкости» считается приемлемой для курения.
Кусок бумаги сворачивается лодочкой, в него насыпается нужная порция табака, после чего самокрутка скручивается в характерный сигаретный вид — «трубочку». Бумажный край самокрутки «склеивается» слюной.
Для самостоятельного изготовления сигарет, кроме ручного способа, также применяются специальные устройства (твистеры). Существуют два основных типа твистеров: для скручивания и для набивки. С помощью первого типа твистеров можно крутить самокрутки с фильтром и без. С помощью твистеров второго типа можно забивать табак в специальные «гильзы» — пустые сигареты. Но это уже не самокрутки.

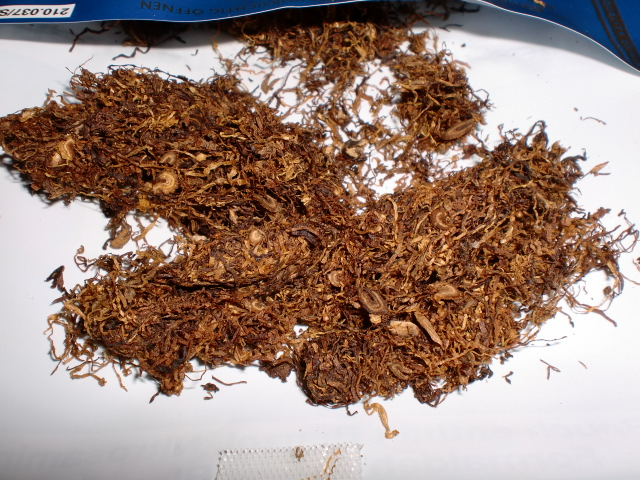
Сигаретный табак
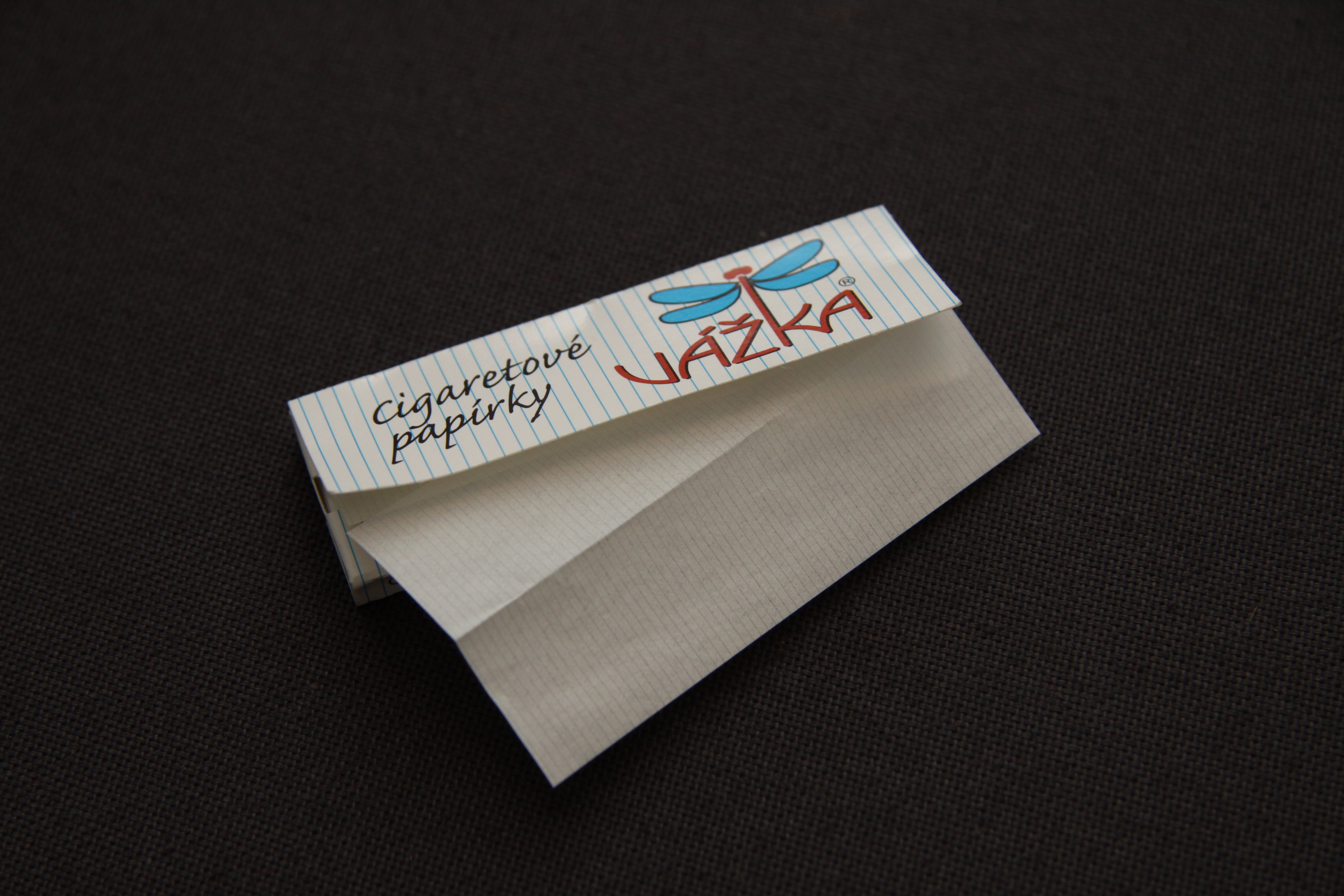
Бумага
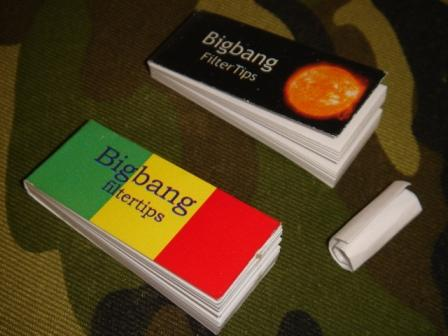
Бумага для скручивания фильтра
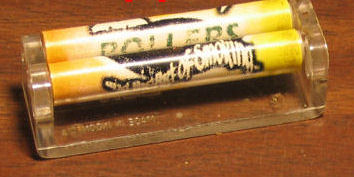
Простейшая самокруточная машинка
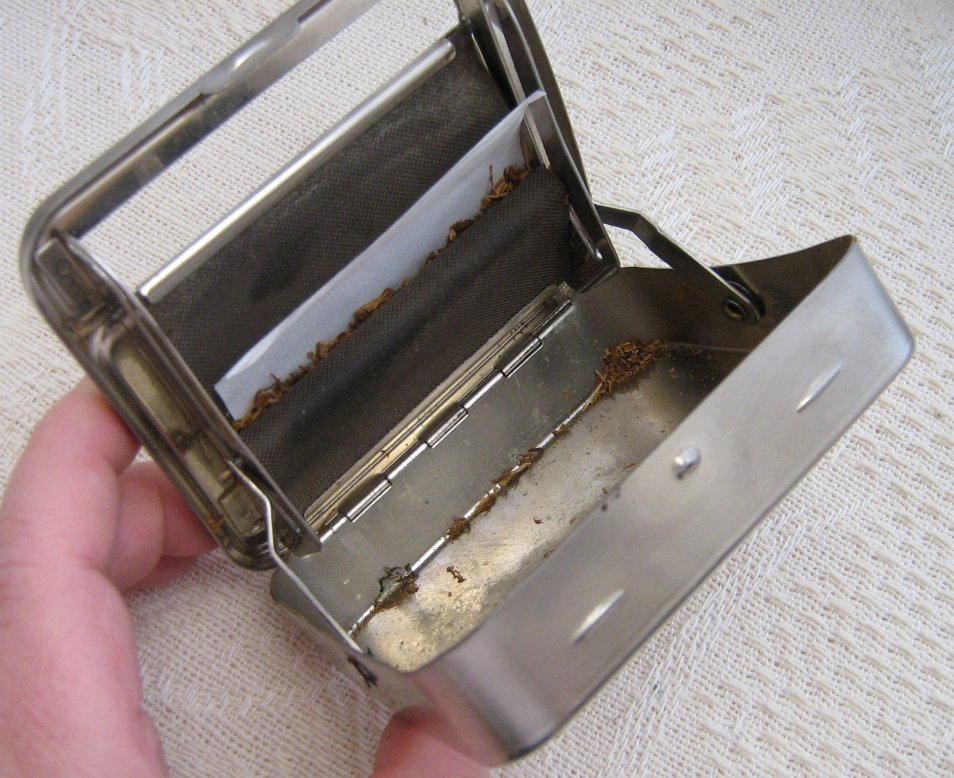
Усовершенствованная машинка

## Причины изготовления самокруток
- Основной причиной изготовления самокрутки является простота приведения табака из рассыпного вида в пригодный для курения. Второй компонент самокрутки — бумага — широко распространена. В сельской местности, где выращивается табак, курение самокруток пользуется большой популярностью.
- Дешевизна. Сигареты, сигары, папиросы как конечный производственный продукт, полностью пригодный для табакокурения, дороже самокруток. Рассыпная махорка низких сортов дёшева, продаётся на продуктовых рынках на развес. Для курильщиков, оказавшихся в трудном экономическом положении (малоимущие), либо столкнувшихся с полным либо частичным ограничением прав (проходящие военную службу по призыву, заключённые) самокрутка является решением этой проблемы. По этой же причине самокрутки распространены среди населения слаборазвитых стран.
- Другой причиной является возможность получить удовольствие от приготовленной своими руками сигареты с хорошим табаком. Также не всегда есть возможность покурить трубку, так как это занятие в среднем занимает от получаса до полутора часов, поэтому является выходом для ценителей трубочного табака практически без ущерба вкусовым качествам. Такая причина характерна для курильщиков Западной Европы и Америки.

## Влияние на здоровье
В самокрутках содержатся те же токсические и канцерогенные вещества (смолы, никотин, нитрозамины), что и в обычных сигаретах, зачастую в более высоких концентрациях, в связи с чем курильщики самокруток более подвержены риску заболевания раком ротовой полости, глотки, гортани, лёгких и пищевода. Кроме того, при использовании газет дополнительно появляются токсичные и канцерогенные продукты сгорания типографской краски, которая в эпоху высокой печати (фактически до 1980-х годов) содержала соединения свинца, а краска современных газет содержит ароматические соединения, образующие при сгорании диоксины.

## Использование самокруток для курения марихуаны

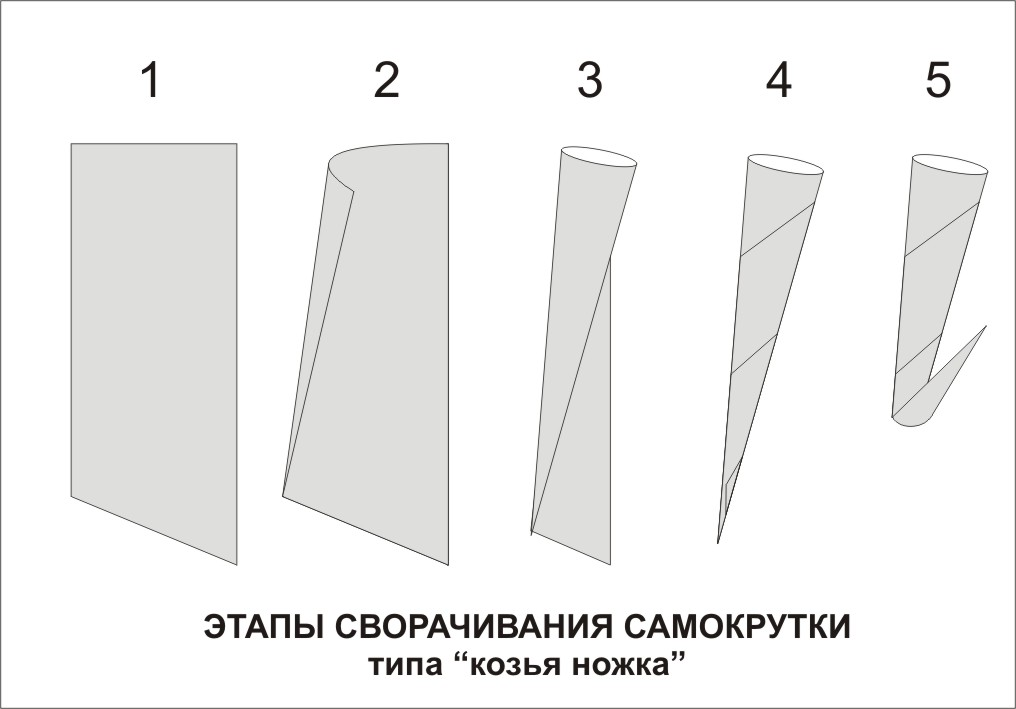
Этапы сворачивания «козьей ножки»

Один из популярных методов курения марихуаны — джойнт («косяк»), который представляет собой самокрутку с марихуаной, изготовленную из специальной сигаретной бумаги. В США является одним из основных способов для курения марихуаны, наряду с использованием бонга. Типичный джойнт содержит от 0,25 до 0,75 граммов марихуаны. Для лучшего горения в джойнт часто подмешивают табак. Выделяется также понятие сплиф — самокрутка конической формы.